# ESPO
ESPO(에스포)는 Eastern Siberia – Pacific Ocean oil pipeline의 약자로서, 동시베리아와 태평양간의 송유관을 의미한다. 줄여서 동시베리아 송유관이라고 부른다. 러시아가 국가전략사업으로 추진하고 있는 송유관 건설 사업이다. 송유관을 통해 생산된 원유를 ESPO 또는 ESPO유라고도 부른다.
2005년 7월 중국은 스코틀랜드 G8 정상회담에서 스코보로디노와 중국 다칭을 연결하는 ESPO 지선을 건설해 연간 2000만t의 원유를 공급받기로 합의했다.
트란스네프트는 시베리아 이르쿠츠크 타이셰트에서 코즈미노까지 총연장 4천663km의 ESPO 송유관 가운데 타이셰트∼스코보로디노 간 1단계(2천700km) 공사를 마치고 2009년 12월 28일 가동에 들어갔다. 스코보로디노에서 중국측의 송유관과 연결되어 중국에 원유가 공급된다.
2단계로 2014년에 러시아 극동지역 코즈미노 항구까지 ESPO 송유권을 건설할 예정이다. 현재 하루 60만배럴 수준인 1단계 송유관은 2014년 2단계가 완료되어 나홋카 인근 코즈미노까지 연결되면 하루 160만배럴의 석유수출이 가능해진다.
2010년 1월 GS칼텍스는 ESPO 75만 배럴을 수입했다. 한국 최초의 러시아산 원유 도입이다.

## 같이 보기
- 코즈미노